# アルパ・ケウン
アルパ・ケウン（ペルシア語：ارپا کیؤن Arpā Ke'ūn、? - 1336年）は、イルハン朝の第10代君主（在位：1335年 - 1336年）。ペルシア語資料ではアルパー・カウーン（ارپا كاون Arpā Kā'ūn）、または、アルパー・ハーン（ارپا خان Arpā Khān）とも表記される。

## 生涯
アルパ・ケウンは、トルイ家のアリクブケの次男メリク・テムルの子ミンガンの子ソセの子である。すなわち、イルハン朝の初代君主であるフレグの同母弟で、クビライとの後継者争いで敗れたアリクブケの玄孫。カイドゥの乱終息の後に大元ウルスに降服し、カイシャン即位にともない皇位簒奪の嫌疑で処刑された安西王アナンダに連座して刑死したメリク・テムルの曾孫にそれぞれあたる。
イルハン朝末期に編纂されたカーシャーニーの『オルジェイトゥ史』によると、オルジェイトゥの治世中、1307年8月にトルキスタン（イリなどのあたり）方面からアリクブケの孫、諸王ミンガン（Mīnkqān ＜ minγan）が来着し、オルジェイトゥへの服従を表明してモンゴル王侯の慣習に則り叩頭礼と贈り物を献上して謁見したという。その後ミンガンは1310年代にチャガタイ家との紛争ではオルジェイトゥの命によってホラーサーン軍を率いていたことが伝えられており、チャガタイ家の王族ヤサウルの亡命と1318年のオルジェイトゥ逝去直後に起きたヤサウルの反乱でも、ホラーサーン軍内部の抗争に関わっている。アルパ・ケウンはこのミンガンの孫である。
1335年11月、第9代の君主、アブー・サイードがカスピ海南西のアッラーン地方にあるカラバグで陣没した。前年、ジョチ・ウルスのウズベク・ハンがカスピ海西岸のダルバンド経由で南下し、イルハン朝の領域に侵攻を準備しているとの知らせから親征したものだったが、アブー・サイードには嗣子が無かったため彼の死によってフレグの嫡流が断絶してしまった。このため、ラシードゥッディーンの息子でアブー・サイードの宰相（ワズィール）だったギヤースッディーン・ムハンマドらイルハン朝の諸臣はジョチ・ウルスとの戦いで軍が動揺することを恐れて遠縁にあたるアルパ・ケウンを即位させた。
即位直後にアブー・サイードの妃の一人であるバグダード・ハトゥンが自分を軽蔑していることを知り、ジョチ・ウルスとの戦闘に先立ち、アブー・サイードの毒殺とウズベク・ハンとの内通の疑いをかけて処刑した。イルハン朝は一致団結してジョチ・ウルスの軍勢を撃退、戦後に先々代君主オルジェイトゥの王女で、チョバンの寡婦であったサティ・ベクを娶り、宮廷で権力を固めはじめた。このためファールス州の王領地（インジュウ）を管轄していたマフムード・シャー・インジュウなどの、高位の身分や財産を持つ人物たちに対して様々な口実をもうけて処刑してはその財産を没収するなどした。ファールス州に権益も持っていた他の将軍たちも併せて処刑するつもりだったが、宰相ギヤースッディーンらの諫言によって止められた。1336年にバグダードを管轄していたアブー・サイードの母方の叔父でオイラト王家の末裔のアリー・パーディシャーは自分が参加していないクリルタイで擁立されたハンの即位を不服としてフレグ系の傍流で生き残っていたムーサーを擁立、任地のバグダードで反乱を起こした。
アルパは自ら討伐軍を率いて鎮圧に向かったが、味方の多くが裏切って大敗し、自らも敗走中に捕らえられる。かつて手にかけたマフムード・シャー・インジュウの一族に引き渡され、処刑された。

## アリクブケ王家
- アリクブケ大王（Ariq Buke >阿里不哥/ālǐbúgē,اریغ بوکا/Arīq būkā）
  - 威定王ヨブクル（Yobuqur >薬木忽児/yàomùhūěr,یوبوقور/Yūbūqūr）
  - メリク・テムル（Melik temür >明里帖木児/mínglǐ tiēmùér,ملک تیمور/Melik tīmūr）
    - ミンガン（Mingγan >منگقان/Mingqān）
      - ソセ（Söse >سوسه/Sūsa）
        - アルパ・クウン（Arpa Ku'ün >ارپا كاون/Arpā Kāūn）

  - ナイラク・ブカ大王（Nairaqu buqa >乃剌忽不花/nǎiláhū búhuā,نایرو بوقا/Nāīrū būqā）